# Castello di Heuberg
Il castello di Heuberg (Schloss Heuberg in tedesco) si trova nella parte orientale del comune austriaco di Bruck an der Großglocknerstraße nel Distretto di Zell am See appartenente al Land Salisburghese e la sua storia comincia all'inizio del XIII secolo.

## Storia
Documenti storici testimoniano che sino all'inizio del XII secolo il sito, conosciuto come Hof zu Niederheim (fattoria a Niederheim), apparteneva ai conti bavaresi di Sulzbach. Quando venne fondato il vescovado di Berchtesgaden entrò a fare parte delle proprietà della diocesi. Nell'Alto Medioevo l'allora maso fu il centro di riferimento per i possedimenti vescovili nei territori del Pongau e del Pinzgau e la sua amministrazione venne  affidata agli incaricati di fiducia ecclesiastica che presto presero il nome da Niederheim. Nel 1224 vennero menzionati i fratelli Gunther e Isengrim von Niederheim. Nel XIV secolo la tenuta venne chiamata Propstei Niederheim o Amtshof dell'Hochstift e intanto, nel XIII secolo, la sua giurisdizione era già passata ai signori di Walchen e nel secolo seguente ai signori Goldegger. Entrambe le famiglie fornivano anche le infermiere e gli ufficiali giudiziari territoriali. Nel XV secolo gli edifici esistenti vennero significativamente ampliati assumendo le forme di castello. Nel 1669 l'edificio subì enormi danni in seguito ad un incendio e fu necessaria la sua ricostruzione che gli diede le forme che ci sono pervenute. Fino al 1673 vi lavorarono artisti e artigiani come il pittore Veit Göbl e lo scultore Benedikt Faistenperger da Kitzbühel, oltre al pittore Johann Franz Pereth da Salisburgo. Con l'avvenuta secolarizzazione del vescovado di Berchtesgaden nel 1803 in seguito alle guerre napoleoniche il possesso del castello passò a Karl Erenbert Freiherr von Moll che, nel 1816, lo vendette alla famiglia Lackner. Da allora la tenuta, che fu nuovamente gravemente colpita da un incendio all'inizio del XX secolo e fu oggetto di una ricostruzione in forme più semplici, ha avuto più proprietari che si sono succeduti nel corso del tempo. Dal 1970 appartiene alla famiglia Porsche che ha provveduto ad un suo nuovo restauro.

## Descrizione

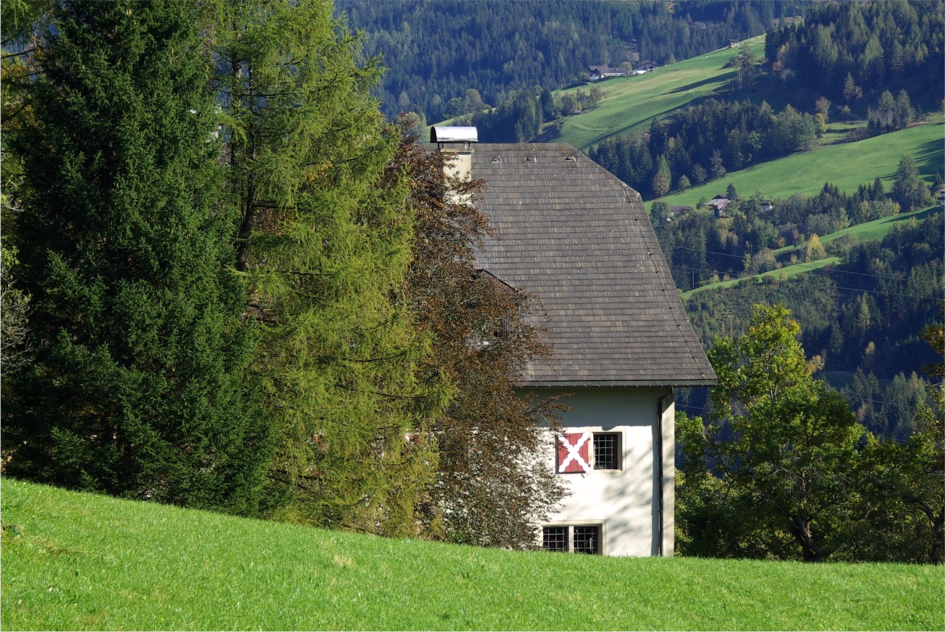
Il castello di Heuberg visto dall'alto

Il castello si trova su una terrazza collinare sopra il villaggio di St. Georgen nella parte orientale del comune austriaco di Bruck an der Großglocknerstraße nel Distretto di Zell am See appartenente al Land Salisburghese. L'edificio si sviluppa su due piani e la copertura del tetto è importante, con diversi abbaini. Nella parte a nord è posto un piccolo campanile in legno. Le finestre sono incorniciate in pietra smussata e quelle al piano terra sono dotate di inferriate mentre quelle al piano superiore hanno persiane in legno. Sulla facciata orientale del piccolo castello si trova la torre rotonda e tozza coperta da un tetto di forma conica. Nella facciata sul lato nord rivolto verso il pendio della montagna si trova il portale ad arco sovrastato da un grande stemma in marmo bianco con cartiglio decorato con volute e squame. Sotto la corona ducale lo stemma riproduce gli stemmi uniti di Kurköln in Baviera e Berchtesgaden e commemora Max Heinrich di Baviera, grande elettore di Colonia e amministratore di Berchtesgaden. La lapide che è posta sotto si riferisce alla ricostruzione del castello e riporta l'anno 1672. Sia lo stemma sia la lapide sono stati realizzati dallo scultore di Berchtesgaden Franz Kheimhofer. 
Il castello ha pianta rettangolare con un corridoio centrale asimmetrico che attraversa l'intero edificio. Il piano terra ha in gran parte una copertura a volta. La cappella gentilizia si trova al primo piano nella torre, vi si accede dalla parte finale del corridoio ed è da questo separata da un reticolo di legno tornito. La sua volta a crociera è parzialmente arricchita di affreschi e con cornici di perle e rosoni. L'altare barocco in legno policromo del 1673 è opera del falegname Urban Rainer, dello scultore Benedikt Faistenperger e del pittore Johann Franz Pereth. La pala d'altare raffigurante la Visitazione di Maria è delimitata da due colonne avvolte da pampini di vite ed è affiancata dalle statue che raffigurano San Massimiliano e l'imperatore Enrico II il Santo.

### Bene architettonico tutelato
Il castello di Heuberg in Austria è un bene sottoposto a tutela artistica col numero 35766.